# Полочани (Молодечненський район)
Полочани (біл. вёска Палачаны) — село в складі Молодечненського району Мінської області, Білорусь. Село є адміністративним центром Полочанської сільської ради, розташоване в західній частині області.